# Montescourt-Lizerolles
 Montescourt-Lizerolles  là một xã ở tỉnh Aisne, vùng Hauts-de-France thuộc miền bắc nước Pháp.